# Wahlen 1833
◄◄ | ◄ | 1829 | 1830 | 1831 | 1832 | Wahlen 1833 | 1834 | 1835 | 1836 | 1837 | ►

Weitere Ereignisse
Die Liste der Wahlen 1833 umfasst Parlamentswahlen, Präsidentschaftswahlen, Referenden und sonstige Abstimmungen auf nationaler und subnationaler Ebene, die im Jahr 1833 weltweit abgehalten wurden.
Das damalige Wahlrecht entsprach typischerweise nicht den Wahlrechtsgrundsätzen der direkten, geheimen und gleichen Wahl. Zeittypisch waren oft nur kleine Teile der Bevölkerung wahlberechtigt, ein Frauenwahlrecht war nicht gegeben.

## Termine
| Land                   | Datum                       | Link zur Wahl 1833                              | Link zur letzten Wahl | Bemerkung |
| ---------------------- | --------------------------- | ----------------------------------------------- | --------------------- | --- |
| Vereinigtes Königreich | 8. Dez. 1832 – 8. Jan. 1833 | Britische Unterhauswahl                         |                       | Hinweis: Die Unterhauswahl fand zwischen dem 8. Dezember 1832 und dem 8. Januar 1833 statt. Sie ist daher unter 1832 lemmatisiert und hier nur informationshalber aufgeführt. |
| Neugranada             |                             | Präsidentschaftswahl in der Republik Neugranada | 1832                  | Siehe auch Präsidentschaftswahlen in Kolumbien#Geschichte. Gewählt wurde Francisco de Paula Santander.                                                                        |
| Belgien                | 23. Mai                     | Parlamentswahl in Belgien                       | 1831                  | |
| Bahamas                | 1. Dezember                 | Parlamentswahl auf den Bahamas                  | 1832                  | |